# اچ‌ام‌اس آرک رویال

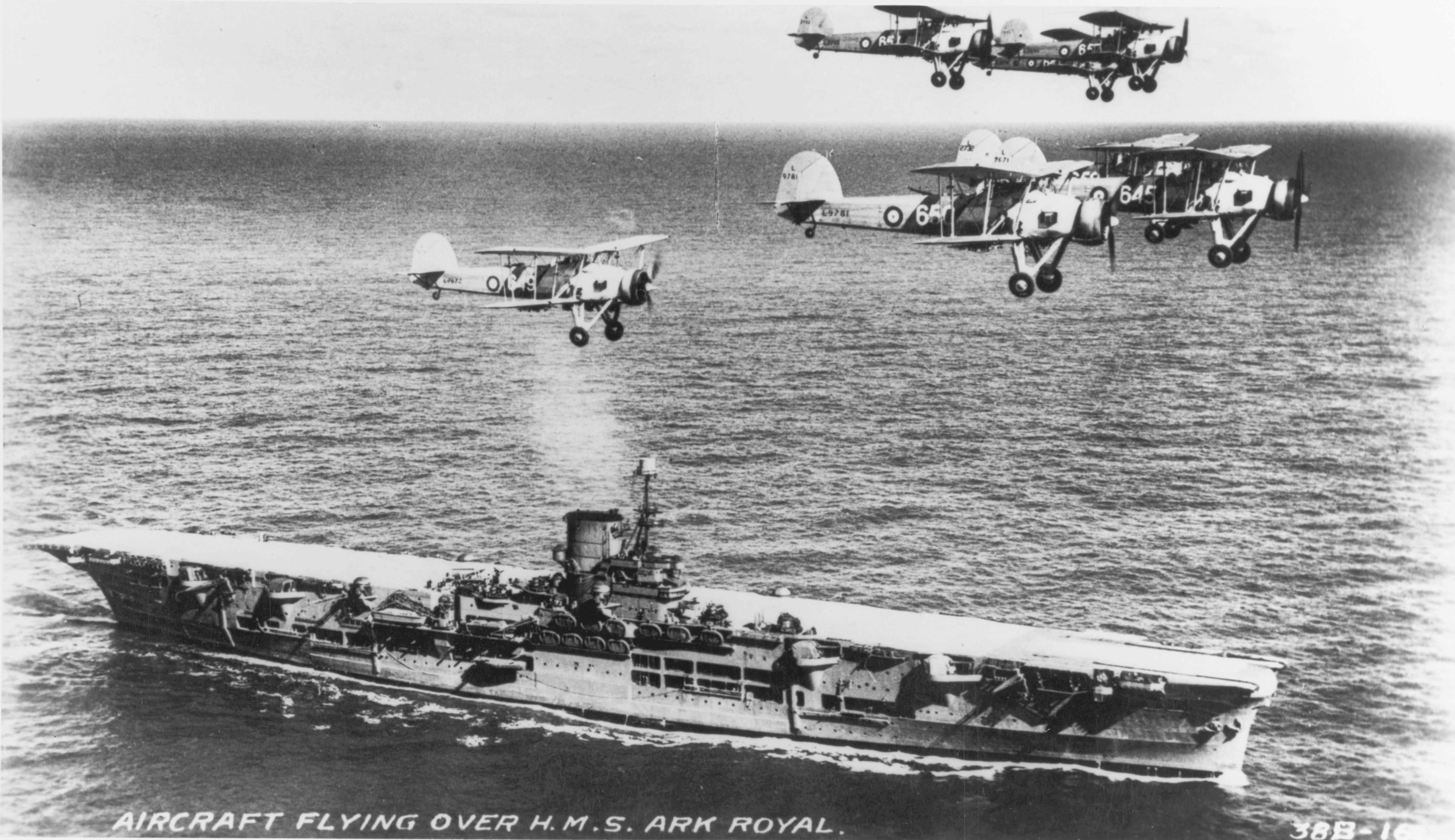

اچ‌ام‌اس آرک رویال (به انگلیسی: HMS Ark Royal) (شماره پرچم ۹۱) ناو هواپیمابر نیروی دریایی بریتانیا بود که در طول جنگ جهانی دوم فعالیت می‌کرد.

## سرنوشت
ناو هواپیمابر آرک رویال روز ۱۳ نوامبر سال ۱۹۴۱ در دریای مدیترانه مورد اصابت یک اژدر شلیک‌شده از او-۸۱، او-بوت آلمانی قرار گرفت. بریتانیایی‌ها سعی کردند آن را به سمت جبل‌الطارق یدک بشکند اما در هر صورت ناوهواپیمابر به همراه تمامی هواگردهای خود میانه راه غرق شد. تنها یک نفر در در اثر انفجار اولیه اژدر جان باخت؛ مابقی خدمه نجات داده شدند.